# جزيرة سيكيل
جزيرة سيكيل وهي جزيرة من جزر إندونيسيا، وتقع في إقليم جاوة الشرقية.